# اویزد و تشرنه هوری
اویزد و تشرنه هوری (به چکی: Újezd u Černé Hory) یک منطقهٔ مسکونی در جمهوری چک است که در شهرستان بلانسکو واقع شده‌است. اویزد و تشرنه هوری ۴٫۴۹ کیلومتر مربع مساحت و ۲۵۱ نفر جمعیت دارد و ۳۶۵ متر بالاتر از سطح دریا واقع شده‌است.